# Panciverde
Panciverde es un gentilicio de origen geográfico que hace referencia a los habitantes de ciertos municipios o localidades donde el cultivo de huertas es muy característico.

## Localidades cuyo gentilicio es panciverde
- Alicún de Ortega (Granada)
- Arquillos (Jaén)
- Santo Tomé (Jaén)
- Aguadulce (Sevilla)
- Albendín (Córdoba)
- Arbuniel (Jaén)
- Bedmar y Garcíez (Jaén)
- Campotéjar (Granada)
- Coín[1] (Málaga)
- Dúdar (Granada)
- Huétor Tájar (Granada)
- El Provencio (Cuenca)
- Santa Cruz del Comercio (Granada)
- Tiena (Granada)
- Torrenueva (Ciudad Real)
- Ruidera (Ciudad Real)

Alicún de Ortega (Granada)